# Vieira do Minho
Vieira do Minho – miejscowość w Portugalii, leżąca w dystrykcie Braga, w regionie Północ w podregionie Ave. Miejscowość jest siedzibą gminy o tej samej nazwie.

## Demografia
| Liczba ludności gminy Vieira do Minho (1801–2011) | Liczba ludności gminy Vieira do Minho (1801–2011) | Liczba ludności gminy Vieira do Minho (1801–2011) | Liczba ludności gminy Vieira do Minho (1801–2011) | Liczba ludności gminy Vieira do Minho (1801–2011) | Liczba ludności gminy Vieira do Minho (1801–2011) | Liczba ludności gminy Vieira do Minho (1801–2011) | Liczba ludności gminy Vieira do Minho (1801–2011) | Liczba ludności gminy Vieira do Minho (1801–2011) | Liczba ludności gminy Vieira do Minho (1801–2011) |
| ------------------------------------------------- | ------------------------------------------------- | ------------------------------------------------- | ------------------------------------------------- | ------------------------------------------------- | ------------------------------------------------- | ------------------------------------------------- | ------------------------------------------------- | ------------------------------------------------- | ------------------------------------------------- |
| 1801                                              | 1849                                              | 1900                                              | 1930                                              | 1960                                              | 1981                                              | 1991                                              | 2001                                              | 2004                                              | 2011                                              |
| 3 953                                             | 13 465                                            | 14 904                                            | 15 382                                            | 18 920                                            | 17 931                                            | 15 775                                            | 14 724                                            | 14 474                                            | 12 997                                            |

## Sołectwa
Sołectwa gminy Vieira do Minho (ludność wg stanu na 2011 r.):
- Anissó - 215 osób
- Anjos - 333 osoby
- Campos - 185 osób
- Caniçada - 455 osób
- Cantelães - 828 osób
- Cova - 301 osób
- Eira Vedra - 702 osoby
- Guilhofrei - 961 osób
- Louredo - 436 osób
- Mosteiro - 774 osoby
- Parada do Bouro - 469 osób
- Pinheiro - 447 osób
- Rossas - 1673 osoby
- Ruivães - 738 osób
- Salamonde - 387 osób
- Soengas - 148 osób
- Soutelo - 173 osoby
- Tabuaças - 919 osób
- Ventosa - 358 osób
- Vieira do Minho - 2239 osób
- Vilar do Chão - 256 osób